# Sinocalamus rugosiglumis
Sinocalamus rugosiglumis là một loài thực vật có hoa trong họ Hòa thảo. Loài này được T.Q.Nguyen miêu tả khoa học đầu tiên năm 1989.